# Gare de Talizat
 (décembre 2023).
Si vous disposez d'ouvrages ou d'articles de référence ou si vous connaissez des sites web de qualité traitant du thème abordé ici, merci de compléter l'article en donnant les références utiles à sa vérifiabilité et en les liant à la section « Notes et références ».
La gare de Talizat est une ancienne gare ferroviaire française (fermée) de la ligne de Béziers à Neussargues (dite aussi ligne des Causses), située sur le territoire de la commune de Talizat, dans le département du Cantal en région Auvergne-Rhône-Alpes. Elle se situe à environ deux kilomètres du bourg.

## Situation ferroviaire
Établie à 944 m d'altitude, la gare de Talizat est située au point kilométrique (PK) 702,971 de la ligne de Béziers à Neussargues entre la gare fermée d'Andelat et la gare ouverte de Neussargues. Elle se situe à environ 500 m de l'entrée sud du tunnel du col de Mallet construit en 1884 et long de 1 454 m.

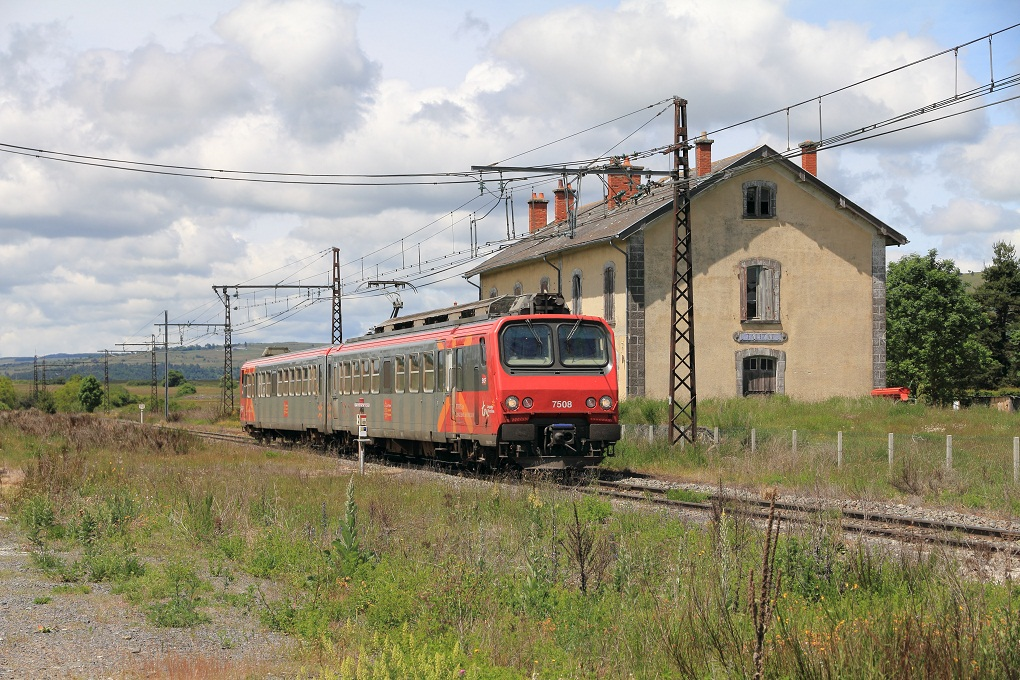
La Z 7508 passe sans arrêt en direction de Saint-Flour - Chaudes-Aigues en 2011.

## Service des voyageurs

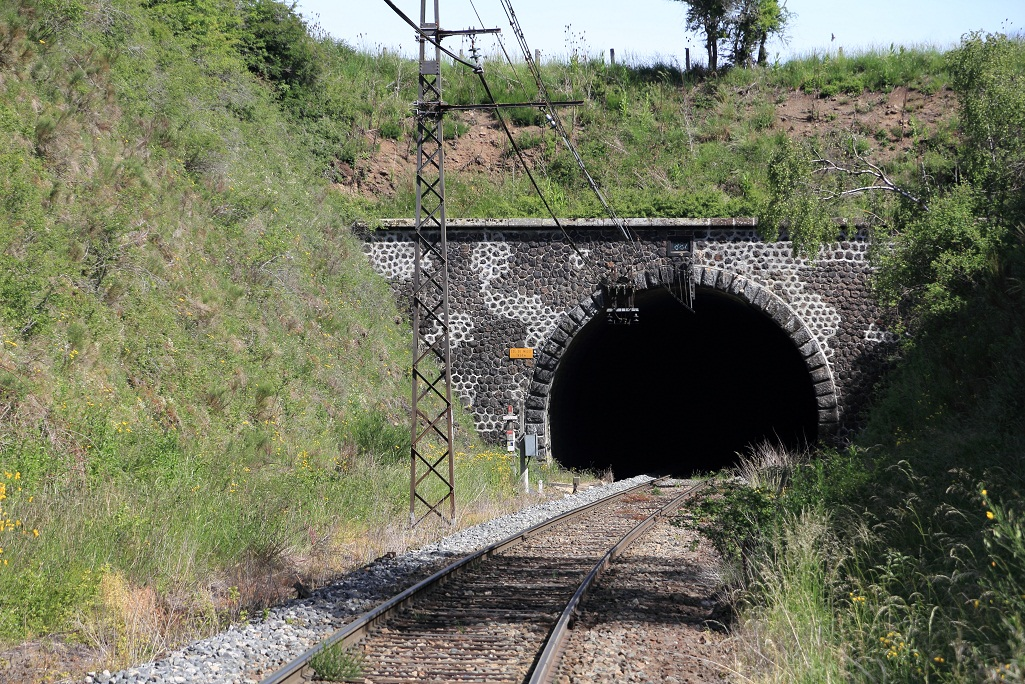
Tête sud du tunnel du col de Mallet située à 500 mètres de la gare de Talizat.

Cette gare est fermée au trafic voyageurs.